# 战术轰炸机
战术轰炸机是指体型较小的轰炸机，用于战术轰炸，攻击武装部队和辎重。
著名的战术轰炸机包括第二次世界大战期间的B-25、B-26等。在二次大战结束后，战斗机和攻击机的体积和载弹量逐渐增大，空中加油技术也日臻成熟，特地研製战术轰炸机意義不大，因為日益丧失其技术上的优势，因此逐渐被战斗机和攻击机所取代。现在战术轰炸机在世界各国逐渐停止研制。

## 战术轰炸机列表

### 第二次世界大战时期
- P-38戰鬥機
- P-40戰鬥機
- P-43戰鬥機
- P-47戰鬥機
- P-51戰鬥機
- P-61戰鬥機
- A-12攻擊機
- A-16攻擊機
- A-17攻擊機
- A-20浩劫攻擊機
- A-26入侵者攻擊機（英语：Douglas A-26 Invader）
- A-36俯衝轟炸機
- B-18轟炸機
- B-23轟炸機
- B-25轟炸機
- B-26轟炸機
- F4U
- F6F
- 賊鷗式戰鬥轟炸機
- 巴特爾轟炸機
- 哈德遜式轟炸機
- 布倫亨式轟炸機
- 漢普敦式轟炸機（英语：Handley Page Hampden）
- 曼徹斯特轟炸機
- 蚊式轟炸機
- 文圖拉式轟炸機（英语：Lockheed Ventura）
- 威靈頓轟炸機
- 霍克颱風戰鬥轟炸機（英语：Hawker Typhoon）
- Dornier Do 17
- Heinkel He 111
- Henschel Hs 129
- Junkers Ju 87（斯圖卡）
- Junkers Ju 88
- Bf 109戰鬥機
- Ilyushin_Il-2 Sturmovik
- Tu-2
- Pe-2
- 九六式陸上攻擊機
- 一式陸上攻擊機
- 彗星艦上轟炸機
- 流星艦上攻擊機
- 銀河轟炸機

### 朝鲜战争时期
- AD-1天襲者
- F-84（英语：Republic F-84 Thunderjet）
- F-86軍刀
- F7F虎貓
- F9F黑豹

### 越南战争时期
- F-100超級軍刀
- F-105雷公
- F-111土豚
- F-4幽靈II
- F-5自由鬥士/虎II
- F-8十字軍
- A-3空中武士
- A-4天鷹
- A-5民團
- A-6闖入者
- A-7海盜II
- Su-7

### 阿富汗战争时期
- Su-17
- MiG-23
- MiG-27

### 福克蘭戰爭时期
- 超級軍旗攻擊機
- 霍克西德利鷂式戰鬥機
- 海鷂戰鬥攻擊機

### 伊拉克战争时期
- F-111土豚
- F-117夜鷹
- F-15E打擊鷹
- F-16戰隼
- F-18大黃蜂
- F-18E/F超級大黃蜂
- AV-8獵鷹II
- A-10雷霆II
- 龍捲風戰鬥轟炸機
- 鷂II戰鬥機（英语：British Aerospace Harrier II）

### 车臣战争时期
- Su-24
- Su-25
- 米格-29

### 其他
- Su-30
- Su-33
- Su-34
- Su-35
- Su-57
- 幻象2000戰鬥機
- 飆風戰鬥機
- 光輝戰鬥機
- 歼轰-7
- 歼-16
- F-CK-1經國號戰鬥機
- F-1戰鬥機
- F-2戰鬥機
- F-35閃電II
- FA-50戰鬥攻擊機
- 梟龍戰鬥機
- 米格-35戰鬥機
- JAS 39
- 颱風戰鬥機